# Tithorea moppa
Tithorea moppa är en fjärilsart som beskrevs av Felix Bryk 1937. Tithorea moppa ingår i släktet Tithorea och familjen praktfjärilar. Inga underarter finns listade i Catalogue of Life.